# Warmaster
Warmaster — набор правил для настольных игр с миниатюрами, написанный Риком Престли, опубликованный Specialist Games (подразделение Games Workshop), и использующий Warhammer Fantasy сеттинг. Отличается от Warhammer Fantasy Battles не только внешним видом, но и механикой игры. Warmaster предназначен для миниатюр масштаба 10–12 mm. Основные войска базируются на специальных подставках, каждая из которых может вмещать множество моделей. Генералы, Герои и Маги имеют свои индивидуальные подставки или находятся на специальных подставках вместе со своей свитой.

## Выпуски
Оригинальная версия, набора правил в стиле Фентези Warmaster, была впервые выпущена в 2000 году. Как и большинство специальной игровой продукции, стратегия при помощи поддержки компании Games Workshop развивалась на протяжении всего времени. После того как игра была частью подразделения 'Specialist', Warmaster теперь непосредственно поддерживается Games Workshop персонально, хотя и в меньших масштабах. Большинство миниатюр остаются в печати. Свободно загружаемый свод правил, вместе с дополнениями и архивными статьями в журналах, доступны через главный сайт Games Workshop и через фан сайт Specialist Games.
В середине 2006 года, новое дополнение было добавлено на сайт Specialist games, известное как Warmaster Armies. Это дополнение
содержит несколько пересмотренных списков для шести оригинальных армий (Высшие Эльфы, Империя, Гномы, Орды Хаоса, Зеленокожие, и Короли Гробниц), наряду с этим появились новые списки армий (Тёмные Эльфы, Скайвены, Бретония, Лизардмены, Кислев, Вампиры, Орды Демонов, и Арабы).
Вслед за этим в 2009 году последовал Релиз дополнения подготовленного фанатами игры. Это дополнение содержит огромное кол-во альтернативных, пробных или составленных фанатами армлистов армий. Публикаций Warmaster направлены на развитие игры.
В 2010 году к Warmaster вышло дополнение решившее 2 проблемы, в котором составлены и уточнены правила осады, написанные для игры в течение предшествующих 10 лет.